# Nobel (munt)

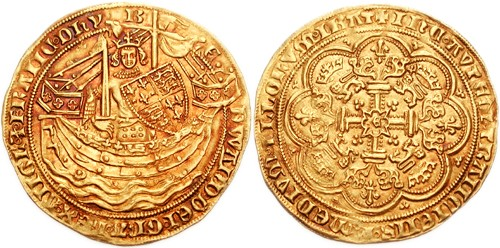
Eduard III: Nobel, 1354-1355

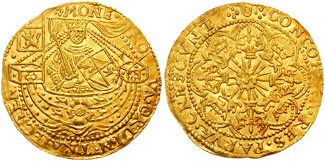
Utrechtse halve rozennobel, 1580-1581

De nobel (Engels: Noble) was een (van oorsprong) Engelse gouden munt, die voor het eerst werd geslagen in de veertiende eeuw onder koning Eduard III. Het is de eerste laatmiddeleeuwse Engelse gouden munt die in grote hoeveelheden geproduceerd werd.
De nobel werd vanaf 1388 ook in de Nederlandse gewesten geslagen en is tot in de zeventiende eeuw in gebruik geweest. De waarde was vijftig stuivers.